# Sonia Todd
Sonia Todd (Adelaide, 1959–) ausztrál színésznő.

## Élete és pályafutása
16 évig balett-táncosnak készült, még Európába is elutazott a célja érdekében. Aztán mikor a National Institute of Dramatic Arton tanult, szerepet kapott a Stricktly Ballroom című színdarabban, amely nagy sikert aratott, és később meg is filmesítették. E sikerek hatására döntött a színészet mellett. 1985-ben diplomázott.
A Police Rescue című sorozattal vált ismertté és sikeressé Ausztráliában, alakítását díjazták is.
2001 és 2007 között a McLeod lányai című sorozatban ő játszotta Jodi Fountain McLeod anyját, Meg Fountaint, a Drovers Run farm házvezetőnőjét. A 4. évad végéig főszereplő volt, utána már csak alkalmanként tűnt fel a sorozatban. Legutoljára a 7. évad 8. részében tűnt fel, amikor Rachael Carpani (Jodi Fountain McLeod) búcsúzott a sorozattól.
Férjével, Rhett Waltonnal két gyermekük van, Lewis (1992) és Sean (2001).

## Díjai
- 1994 – legjobb színésznő Logie Awards, (Police Rescue)
- 1999 – legjobb színésznő jelölés AFI Award, (The Potato Factory)

## Filmográfia

### Film
| Év   | Magyar cím | Eredeti cím   | Szerep                   | Magyar hang    |
| ---- | ---------- | ------------- | ------------------------ | -------------- |
| 1994 |            | Police Rescue | Georgia Rattray őrmester |                |
| 1996 | Ragyogj!   | Shine         | Sylvia                   | Kocsis Mariann |

### Televízió
| Év        | Magyar cím                    | Eredeti cím                    | Szerep                          | Megjegyzések           |
| --------- | ----------------------------- | ------------------------------ | ------------------------------- | ---------------------- |
| 1989–1996 |                               | Police Rescue                  | Georgia Rattray őrmester        | 58 epizód              |
| 1990      |                               | Come In Spinner                | Helen McFarland                 | tévéfilm               |
| 1991      |                               | A Country Practice             | Jane Anderson                   | 2 epizód               |
| 1992      |                               | Mother and Son                 | rendőrnő                        | 1 epizód               |
| 1994      |                               | G.P.                           | Judy Walsh                      | 1 epizód               |
| 1996      |                               | Natural Justice: Heat          | Jennifer Harivald               | tévéfilm               |
| 1997      |                               | Halifax f.p.: Someone You Know | Helen Hunt                      | tévéfilm               |
| 1997      |                               | Reprisal                       | Susan                           | tévéfilm               |
| 1997      | Simone de Beauvoire gyermekei | Simone de Beauvoir's Babies    | Karla                           | minisorozat (4 epizód) |
| 1997      |                               | Good Guys, Bad Guys            | Wendy Johnson                   | 1 epizód               |
| 1997      |                               | Return to Jupiter              | Edwina Dent parancsnok          | 1 epizód               |
| 1997–1998 |                               | Mirror, Mirror II              | Caroline McFarlane              | 26 epizód              |
| 1998      | Vízizsaruk                    | Water Rats                     | Louise Bradshaw nyomozóőrmester | 13 epizód              |
| 1999      |                               | Wildside                       | Dr. Alexa Grant                 | 1 epizód               |
| 2000      | Az ítélethozó                 | Marriage Acts                  | Jean McKinnon                   | tévéfilm               |
| 2000      |                               | The Potato Factory             | Hannah Solomon                  | minisorozat (4 epizód) |
| 2001–2008 | Szentek kórháza               | All Saints                     | Kate Larson                     | 10 epizód              |
| 2001–2008 | Szentek kórháza               | All Saints                     | Dr. Elizabeth Foy               | 7 epizód               |
| 2001–2009 | McLeod lányai                 | McLeod's Daughters             | Meg Fountain                    | 111 epizód             |
| 2009–2013 | Otthonunk                     | Home and Away                  | Gina Austin / Gina Palmer       | 322 epizód             |
| 2010-2018 | Veszett ügyek                 | Rake                           | Jane Greene                     | 13 epizód              |
| 2014      |                               | Janet King                     | Gail Jones                      | 5 epizód               |
| 2022      |                               | The Secrets She Keeps          | bíró                            | 2 epizód               |
| 2022      |                               | After The Verdict              | Anita Lang                      | 3 epizód               |